# Karibspett
Karibspett (Melanerpes superciliaris) är en fågel i familjen hackspettar inom ordningen hackspettartade fåglar.

## Utbredning och systematik
Karibspett delas in i fem underarter:
- M. s. nyeanus – förekommer på Grand Bahama och på ön San Salvador (Bahamas)
- M. s. blakei – förekommer på Great Abaco Island (norra Bahamas)
- M. s. superciliaris – förekommer i Kuba, på Cantiles Keys och angränsande öar
- M. s. murceus – förekommer på Isla de la Juventud (Kuba), på Cayo Largo del Sur och på Cayo Real (Puerto Rico)
- M. s. caymanensis – förekommer på Grand Cayman

## Status och hot
Arten har ett stort utbredningsområde, men tros minska i antal, dock inte tillräckligt kraftigt för att den ska betraktas som hotad. Internationella naturvårdsunionen IUCN listar arten som livskraftig (LC).